# Ichnusella
Ichnusella es un género de foraminífero bentónico considerado un sinónimo posterior de Trocholina de la subfamilia Involutininae, de la familia Involutinidae, del suborden Involutinina y del orden Involutinida. Su especie tipo era Ichnusella trocholinaeformis. Su rango cronoestratigráfico abarcaba el Valanginiense superior (Cretácico inferior).

## Clasificación
Ichnusella incluía a las siguientes especies:
- Ichnusella crebrecrystalli †
- Ichnusella paterae †
- Ichnusella trocholinaeformis †